# Seznam chráněných území v okrese Prachatice
Toto je seznam chráněných území v okrese Prachatice aktuální k roku 2016, ve kterém jsou uvedena chráněná území v oblasti okresu Prachatice.
| Kód  | Obrázek                                                          | Typ  | Název                   | Rozloha (ha) | Galerie Commons                                                                | Popis území | Souřadnice                       |
| ---- | ---------------------------------------------------------------- | ---- | ----------------------- | ------------ | ------------------------------------------------------------------------------ | --- | -------------------------------- |
| 1687 | Amálino údolí                                                    | PR   | Amálino údolí           | 80,93        | Kategorie „Amálino údolí“ na Wikimedia Commons                                 | Rozptýlené biotopy skalisek, mokřadů, pramenišť a stromových skupin, lokalita významných druhů | 49°7′51″ s. š., 13°35′30″ v. d.  |
| 1267 | horní tok řeky Blanice                                           | NPP  | Blanice                 | 295,13       | Kategorie „Category:Blanice (national natural monument)“ na Wikimedia Commons  | Evropsky významné naleziště perlorodky říční, vodní, luční, rašelinná a lesní společenstva | 48°55′36″ s. š., 13°58′16″ v. d. |
| 5866 | Blanice u Zábrdí                                                 | PP   | Blanice                 | 7,2916       | Kategorie „Category:Blanice (natural monument)“ na Wikimedia Commons           | Přirozený oligotrofní tok s písčitým až štěrkovitým substrátem dna a výskytem chráněných druhů živočichů a rostlin (perlorodka říční, vranka obecná, mihule potoční, střevle potoční, vydra říční) | 49°1′30″ s. š., 13°56′40″ v. d.  |
| 2424 | Kořeny stromu v Boubínském pralesu                               | NPR  | Boubínský prales        | 685,87       | Kategorie „Boubín“ na Wikimedia Commons                                        | Přirozené lesní porosty 5. až 8. vegetačního stupně v masivu Boubína s výskytem vzácných a ohrožených druhů rostlin a živočichů | 48°58′37″ s. š., 13°48′43″ v. d. |
| 2438 |                                                                  | PP   | Buková slať             | 15,30        | Kategorie „Buková slať“ na Wikimedia Commons                                   | Vrchoviště s porosty klečové formy blatky a výskytem břízy zakrslé | 48°57′17″ s. š., 13°38′5″ v. d.  |
| 1598 | Boubínský potok                                                  | PR   | Čertova stráň           | 20,34        | Kategorie „Čertova stráň“ na Wikimedia Commons                                 | Kaňon Boubínského potoka s jedlovými a suťovými porosty | 49°0′28″ s. š., 13°52′48″ v. d.  |
| 5664 |                                                                  | PP   | Čistá hora              | 0,66         |                                                                                | Ochrana mezofilní ovsíkové louky s výskytem významných a chráněných druhů rostlin | 49°7′41″ s. š., 13°46′37″ v. d.  |
| 1573 |                                                                  | PP   | Dobročkovské hadce      | 16,15        | Kategorie „Dobročkovské hadce“ na Wikimedia Commons                            | Svahové louky na hadcovém podkladu s typickou květenou | 48°55′13″ s. š., 14°9′51″ v. d.  |
| 5869 | PR Hadce u Dobročkova                                            | PR   | Hadce u Dobročkova      | 16,8094      | Kategorie „Hadce u Dobročkova“ na Wikimedia Commons                            | Subxerofylní krátkostébelné trávníky na hadcovém podkladě a nivní porosty s výskytem vzácných a chráněných druhů rostlin (např. hořeček mnohotvarý český) a živočichů | 48°54′45″ s. š., 14°9′26″ v. d.  |
| 1599 | Háje                                                             | PP   | Háje                    | 1,66         | Kategorie „Háje (natural monument)“ na Wikimedia Commons                       | Tři ostrůvky krystalických vápenců s bohatou květenou | 49°6′45″ s. š., 13°46′55″ v. d.  |
| 2864 | Přírodní rezervace Hliniště                                      | PR   | Hliniště                | 49,95        | Kategorie „Hliniště (nature reserve)“ na Wikimedia Commons                     | Cenný fragment zachovalého rašelinného brusnicového boru a rašelinné březiny obklopený komplexem lučních mokřadních biotopů | 48°55′14″ s. š., 13°44′17″ v. d. |
| 2319 | stezka na severním okraji chráněného území                       | PR   | Hornovltavické pastviny | 9,73         | Kategorie „Hornovltavické pastviny“ na Wikimedia Commons                       | Cenné minerotrofní rašeliny, mokřadní biotopy, prameniště, tvořící se sukcesními plochami složitou mozaikovou strukturu | 48°58′39″ s. š., 13°46′26″ v. d. |
| 1616 | Přírodní památka Hrádeček                                        | PP   | Hrádeček                | 11,18        | Kategorie „Hrádeček (natural monument)“ na Wikimedia Commons                   | Údolí potoka Melhutky, lokalita bledule jarní | 49°1′4″ s. š., 14°8′23″ v. d.    |
| 31   | Klášter na Kuklově                                               | CHKO | Blanský les             | 21 235       | Kategorie „CHKO Blanský les“ na Wikimedia Commons                              | | 48°53′35″ s. š., 14°15′28″ v. d. |
| 1600 |                                                                  | PP   | Irů dvůr                | 2,81         | Kategorie „Irův dvůr“ na Wikimedia Commons                                     | Louky s výskytem modráska bahenního, přástevníka kostivalového a otakárka fenyklového | 49°0′36″ s. š., 14°0′44″ v. d.   |
| 5665 | PP Jaroškov v červenci 2022                                      | PP   | Jaroškov                | 1,7          | Kategorie „Jaroškov (natural monument)“ na Wikimedia Commons                   | Ochrana mezofilní ovsíkové louky s výskytem významných a chráněných druhů rostlin | 49°6′43″ s. š., 13°40′30″ v. d.  |
| 934  | Jilmová skála                                                    | PP   | Jilmová skála           | 8,12         | Kategorie „Jilmová skála“ na Wikimedia Commons                                 | Zbytek přirozeného smíšeného porostu | 48°57′14″ s. š., 13°47′50″ v. d. |
| 6224 | PR Kaňon Blanice pod hradem Hus                                  | PR   | Kaňon Blanice           | 130,98       | Kategorie „Kaňon Blanice“ na Wikimedia Commons                                 | Soubor ekosystémů v údolí řeky Blanice s výskytem vzácných a ohrožených druhů živočichů | 48°58′36″ s. š., 13°55′12″ v. d. |
| 1062 |                                                                  | PP   | Koubovský rybník        | 3,31         | Kategorie „Koubovský rybník“ na Wikimedia Commons                              | Slatinná louka s významnou květenou | 48°58′51″ s. š., 14°10′13″ v. d. |
| 1574 |                                                                  | PR   | Kralovické louky        | 6,12         | Kategorie „Kralovické louky“ na Wikimedia Commons                              | Zrašelinělé svahové louky s bohatou květenou | 49°0′26″ s. š., 14°5′2″ v. d.    |
| 1063 | Přírodní rezervace Libín s křížovou cestou ke kapli U patriarchy | PR   | Libín                   | 68,99        | Kategorie „Libín (nature reserve)“ na Wikimedia Commons                        | Zbytek horského suťového lesa | 48°59′10″ s. š., 14°0′25″ v. d.  |
| 212  |                                                                  | PP   | Lipka                   | 0,96         |                                                                                | Bývalá lokalita vzácného všivce žezlovitého | 49°1′22″ s. š., 13°44′20″ v. d.  |
| 2266 |                                                                  | PR   | Lipka I.                | 2,68         |                                                                                | Společenstva na podmáčeném stanovišti, zajištění ochrany a podmínek pro kriticky ohrožený druh všivce žezlovitého | 49°1′23″ s. š., 13°44′19″ v. d.  |
| 1601 |                                                                  | PR   | Malý Polec              | 11,20        | Kategorie „Malý Polec“ na Wikimedia Commons                                    | Menší vrchoviště s porosty kleče | 49°3′55″ s. š., 13°36′53″ v. d.  |
| 1240 | Balvanové pole na vrchu kopce                                    | PP   | Mařský vrch             | 0,75         | Kategorie „Mařský vrch“ na Wikimedia Commons                                   | Balvanové moře syenitového porfyru na severním svahu | 49°4′21″ s. š., 13°50′55″ v. d.  |
| 1058 | Podmáčená louka v oblasti památky                                | PP   | Mastnice                | 0,98         | Kategorie „Mastnice (natural monument)“ na Wikimedia Commons                   | Mokré louky s hojným výskytem bledule jarní | 49°1′37″ s. š., 14°7′34″ v. d.   |
| 1154 |                                                                  | PR   | Milešický prales        | 9,63         |                                                                                | Smíšená horská bučina s jedlí a klenem | 48°59′5″ s. š., 13°50′17″ v. d.  |
| 1234 | Popis obrazku                                                    | PR   | Miletínky               | 42,50        | Kategorie „Miletínky (nature reserve)“ na Wikimedia Commons                    | Hadcové území s typickou květenou | 48°55′27″ s. š., 14°4′37″ v. d.  |
| 6145 | PR Mokrý luh                                                     | PR   | Mokrý luh               | 42,0122      |                                                                                | Přirozeně se vyvíjející společenstva na mokřadech a jimi obklopená sušší stanoviště na zaniklých zemědělských půdách s výskytem chráněných rostlin a živočichů | 49°0′40″ s. š., 13°46′40″ v. d.  |
| 1061 | Nad Zavírkou                                                     | PR   | Nad Zavírkou            | 2,66         | Kategorie „Nad Zavírkou“ na Wikimedia Commons                                  | Ochrana přirozeně se vyvíjejících společenstev na rašeliništi, prameništi a mokřadech | 49°7′47″ s. š., 13°39′33″ v. d.  |
| 2257 | Najmanka                                                         | PR   | Najmanka                | 16,56        | Kategorie „Najmanka“ na Wikimedia Commons                                      | Ochrana přirozeně se vyvíjejících společenstev na rašeliništi, prameništi a mokřadech | 49°2′50″ s. š., 13°40′30″ v. d.  |
| 42   | Obří hrnec na potoku Světlá u Nového Údolí na Šumavě             | NP   | Šumava                  | 69 030       | Kategorie „Šumava National Park“ na Wikimedia Commons                          | | 48°46′16″ s. š., 13°51′26″ v. d. |
| 5601 |                                                                  | PR   | Niva Kořenského potoka  | 73,36        |                                                                                | Přechodová rašeliniště a třasoviště | 48°55′38″ s. š., 13°42′55″ v. d. |
| 5879 |                                                                  | PP   | Onšovice – Mlýny        | 23,2053      |                                                                                | Společenstva mokřadních lučních biotopů s výskytem krkavce totenu a mravenců Myrmica rubra, biotop silně ohroženého modráska bahenního | 49°6′17″ s. š., 13°45′34″ v. d.  |
| 938  | Vstupní portál do Sudslavické jeskyně spadající do rezervace     | PR   | Opolenec                | 19,26        | Kategorie „Opolenec“ na Wikimedia Commons                                      | Teplomilná květena na krystalických vápencích | 49°5′12″ s. š., 13°47′51″ v. d.  |
| 1603 | Rozkvetlé kosatce sibiřské v oblasti památky                     | PP   | Pančice – V řekách      | 8,05         | Kategorie „Pančice-V řekách“ na Wikimedia Commons                              | Vlhké louky s bohatým výskytem bledule jarní | 49°0′5″ s. š., 14°7′38″ v. d.    |
| 2122 |                                                                  | PP   | Pasecká slať            | 89,55        | Kategorie „Pasecká slať“ na Wikimedia Commons                                  | Přirozeně se vyvíjející společenstva na rašeliništi | 49°2′16″ s. š., 13°39′37″ v. d.  |
| 2253 | Popis obrazku                                                    | PR   | Pod Farským lesem       | 85,24        | Kategorie „Pod Farským lesem“ na Wikimedia Commons                             | Přirozeně se vyvíjející společenstva na mokřadech a jimi obklopených sušších stanovištích na zaniklých zemědělských půdách | 48°54′12″ s. š., 14°0′49″ v. d.  |
| 2176 | Pod Ostrohem                                                     | PP   | Pod Ostrohem            | 12,08        | Kategorie „Pod Ostrohem“ na Wikimedia Commons                                  | Nejvýše položená lokalita výskytu generativně plodného rákosu obecného | 48°58′20″ s. š., 13°45′47″ v. d. |
| 1604 | Značka PP                                                        | PP   | Pod Ostrou horou        | 7,95         | Kategorie „Pod Ostrou horou“ na Wikimedia Commons                              | Mokřadní louky s kosatcem sibiřským | 48°56′31″ s. š., 14°5′57″ v. d.  |
| 937  | Pod Popelní horou                                                | PR   | Pod Popelní horou       | 6,11         | Kategorie „Pod Popelní horou“ na Wikimedia Commons                             | Porost jalovce obecného | 49°6′18″ s. š., 13°37′11″ v. d.  |
| 1605 | PP Pod Sviňovicemi v červenci 2021                               | PP   | Pod Sviňovicemi         | 0,89         | Kategorie „Pod Sviňovicemi“ na Wikimedia Commons                               | Prameniště a vlhké louky se vzácnou flórou | 48°57′15″ s. š., 13°58′58″ v. d. |
| 640  |                                                                  | PP   | Pod Vyhlídkou           | 1,29         | Kategorie „Pod Vyhlídkou“ na Wikimedia Commons                                 | Chráněné území zaměřené na výuku k ochraně přírody | 48°59′55″ s. š., 14°2′7″ v. d.   |
| 1766 |                                                                  | PP   | Pod Vyhlídkou II        | 0,50         | Kategorie „Pod Vyhlídkou II“ na Wikimedia Commons                              | Ochrana areálu Stanice mladých přírodovědců | 48°59′57″ s. š., 14°2′15″ v. d.  |
| 1059 | Přírodní památka Podhájí                                         | PP   | Podhájí                 | 1,70         | Kategorie „Podhájí (natural monument)“ na Wikimedia Commons                    | Mokřadní louka s bohatou květenou | 49°7′16″ s. š., 13°42′40″ v. d.  |
| 1606 | Přírodní památka Polední                                         | PP   | Polední                 | 6,33         | Kategorie „Polední“ na Wikimedia Commons                                       | Mokřadní louky s velmi vzácnou květenou | 49°3′49″ s. š., 13°52′41″ v. d.  |
| 1241 | Popis obrazku                                                    | PP   | Polučí                  | 4,33         | Kategorie „Polučí“ na Wikimedia Commons                                        | Přirozený lesní bukový porost | 48°54′48″ s. š., 14°3′15″ v. d.  |
| 1607 | Mraveniště mravence lesního                                      | PP   | Poušť                   | 94,32        | Kategorie „Poušť (natural monument)“ na Wikimedia Commons                      | Smrkový porost s bohatým výskytem mravence lesního | 49°0′27″ s. š., 13°51′23″ v. d.  |
| 3411 | Prameniště Blanice                                               | NPP  | Prameniště Blanice      | 220,88       | Kategorie „Prameniště Blanice“ na Wikimedia Commons                            | Biotop a populace kriticky ohroženého druhu perlorodky říční, zejména raná vývojová stadia na prameništích řeky Blanice | 48°55′5″ s. š., 13°58′37″ v. d.  |
| 2121 |                                                                  | PR   | Pravětínská Lada        | 49,32        |                                                                                | Přirozeně se vyvíjející společenstva na rašeliništi, praměništi, mokřadech a jimi obklopených suchých stanovištích na zaniklých zemědělských půdách | 48°58′55″ s. š., 13°41′43″ v. d. |
| 3370 |                                                                  | PR   | Radost                  | 79,09        | Kategorie „Radost (nature reserve)“ na Wikimedia Commons                       | Ochrana zvláště chráněných druhů rostlin a živočichů a jejich biotopů | 49°2′51″ s. š., 13°43′ v. d.     |
| 5678 | PP Rašeliniště u Martinala                                       | PR   | Rašeliniště u Martinala | 9,529        | Kategorie „Rašeliniště u Martinala“ na Wikimedia Commons                       | Přirozeně se vyvíjející přechodové rašeliniště, přirozeně se vyvíjející podhorské a horské smilkové trávníky s jalovcem; silně ohrožené druhy savců a jejich biotopy: rys ostrovid; silně ohrožené druhy ptáků a jejich biotopy                                                                         | 49°6′17″ s. š., 13°37′45″ v. d.  |
| 5602 | Lužní les                                                        | PR   | Saladínská olšina       | 3,11         | Kategorie „Saladínská olšina“ na Wikimedia Commons                             | Přírodní, lidskou činností neovlivňovaný údolní jasanovo-olšový luh | 49°0′21″ s. š., 13°55′18″ v. d.  |
| 1608 | Turmalinová slunce v oblasti památky                             | PP   | Skalka                  | 0,57         | Kategorie „Natural monument Skalka (Prachatice District)“ na Wikimedia Commons | Skalnatý výchoz žilné žuly s tzv. turmalínovými slunci | 49°3′43″ s. š., 13°50′25″ v. d.  |
| 1609 |                                                                  | PP   | Stádla                  | 0,69         | Kategorie „Stádla (natural monument)“ na Wikimedia Commons                     | Kamenitý svah s bohatým výskytem prstnatce bezového | 49°0′34″ s. š., 13°56′45″ v. d.  |
| 1610 | Štěrbů louka                                                     | PP   | Štěrbů louka            | 0,89         | Kategorie „Štěrbů louka“ na Wikimedia Commons                                  | Vlhká louka se vzácnou květenou | 48°58′34″ s. š., 14°8′26″ v. d.  |
| 43   | Pláně u Zadova                                                   | CHKO | Šumava                  | 99 400       | Kategorie „CHKO Šumava“ na Wikimedia Commons                                   | | 49°5′24″ s. š., 13°40′14″ v. d.  |
| 6250 |                                                                  | PP   | Tejmlov                 | 18,3378      | Kategorie „Tejmlov (natural monument)“ na Wikimedia Commons                    | Komplex zachovalých luk a pastvin (podhorské smilkové trávníky, mezofilní ovsíkové louky, vlhké až rašelinné louky) s výskytem vzácných a ohrožených druhů rostlin a živočichů | 49°7′55″ s. š., 13°39′7″ v. d.   |
| 1060 | Pohled k PP                                                      | PP   | Tisy u Chrobol          | 2,49         | Kategorie „Tisy u Chrobol“ na Wikimedia Commons                                | Smíšený lesní porost s větším zastoupením tisu | 48°57′38″ s. š., 14°3′42″ v. d.  |
| 1575 |                                                                  | NPP  | U Hajnice               | 0,46         | Kategorie „U Hajnice“ na Wikimedia Commons                                     | Bezlesá enkláva, lokalita měkčilky jednolisté | 49°4′23″ s. š., 13°53′55″ v. d.  |
| 1611 | Oblast památky                                                   | PP   | U Narovců               | 2,67         | Kategorie „U Narovců“ na Wikimedia Commons                                     | Skalnaté svahy (krystalický vápenec) s bohatou květenou a zvířenou | 49°6′20″ s. š., 13°46′3″ v. d.   |
| 1242 | Oblast památky                                                   | PP   | U Piláta                | 8,02         | Kategorie „U Piláta“ na Wikimedia Commons                                      | Suťový bukový porost s bohatým bylinným patrem | 49°1′23″ s. š., 14°4′23″ v. d.   |
| 1612 |                                                                  | PP   | U poustevníka           | 4,45         |                                                                                | Podmáčené smrčiny a olšiny s bohatou květenou | 48°58′8″ s. š., 14°1′51″ v. d.   |
| 5670 | PP Úbislav                                                       | PP   | Úbislav                 | 0,21         | Kategorie „Úbislav (natural monument)“ na Wikimedia Commons                    | Ochrana květnaté krátkostébelné louky s bohatým výskytem významných a chráněných druhů rostlin | 49°7′11″ s. š., 13°39′27″ v. d.  |
| 1239 | Vysemeněný upolín                                                | PP   | Upolíny                 | 0,42         | Kategorie „Upolíny“ na Wikimedia Commons                                       | Vlhká louka s bohatou květenou, hlavně upolínem evropským | 48°58′59″ s. š., 13°59′11″ v. d. |
| 1614 | Chráněná louka                                                   | PP   | V polích                | 1,92         | Kategorie „V Polích“ na Wikimedia Commons                                      | Bohatá lokalita vstavače kukačky | 49°1′25″ s. š., 13°56′23″ v. d.  |
| 1149 | Les na lokalitě                                                  | NPR  | Velká Niva              | 120,38       | Kategorie „Velká Niva“ na Wikimedia Commons                                    | Rozlehlé nivní rašeliniště s přirozenými lesními porosty tvořenými zejména podmáčenými rašelinnými smrčinami | 48°55′19″ s. š., 13°49′30″ v. d. |
| 2175 | PP Vraniště                                                      | PP   | Vraniště                | 55,68        | Kategorie „Vraniště (natural monument)“ na Wikimedia Commons                   | Přirozeně se vyvíjející společenstva na mokřadech a jimi obklopených stanovištích na zaniklých zemědělských půdách | 48°55′53″ s. š., 13°54′4″ v. d.  |
| 1236 | Popis obrazku                                                    | PP   | Vyšný – Křišťanov       | 4,41         | Kategorie „Vyšný - Křišťanov“ na Wikimedia Commons                             | Bohatá lokalita šafránu bělokvětého | 48°54′22″ s. š., 13°59′35″ v. d. |
| 1615 |                                                                  | PP   | Zábrdská skála          | 2,98         | Kategorie „Zábrdská skála“ na Wikimedia Commons                                | Rulové skály s porostem tařice skalní | 49°0′49″ s. š., 13°56′19″ v. d.  |
| 1148 | Pohled na les na lokalitě                                        | PR   | Zátoňská hora           | 49,29        | Kategorie „Zátoňská hora“ na Wikimedia Commons                                 | Smíšený suťový porost přirozeného charakteru | 48°56′39″ s. š., 13°49′47″ v. d. |
| 5691 | Začátek PR u Zátoně                                              | PR   | Zátoňská mokřina        | 63,6056      | Kategorie „Zátoňská mokřina“ na Wikimedia Commons                              | Mozaika iniciálních stádií acidofilních bučin, údolních jasanovo-olšových luhů, rašelinných a podmáčených smrčin se zbytky vlhkých pcháčových luk a vlhkých tužebníkových lad přecházející ve střídavě vlhké bezkolencové louky vltavské nivy jako samovolně se vyvíjející les na ledem ležícím bezlesí | 48°57′2″ s. š., 13°46′43″ v. d.  |
| 6249 |                                                                  | PP   | Zlatý potok v Pošumaví  | 88,77        | Název kategorie na Wikimedia Commons nebyl zadán                               | Komplex biologicky cenných lesních a lučních společenstev ve vazbě na údolí menšího toku | 49°0′40″ s. š., 14°4′36″ v. d.   |
| 1238 | Žižkova skalka                                                   | PP   | Žižkova skalka          | 0,30         | Kategorie „Žižkova skalka“ na Wikimedia Commons                                | Výchoz křemencové žíly, vyhlídkový bod | 49°0′57″ s. š., 14°0′0″ v. d.    |

## Zrušená chráněná území
| Kód  | Obrázek                                      | Typ | Název                       | Rozloha (ha) | Galerie Commons                                                 | Popis území | Souřadnice                       |
| ---- | -------------------------------------------- | --- | --------------------------- | ------------ | --------------------------------------------------------------- | --- | -------------------------------- |
| 933  | Pohled na hladinu Chalupské slatě            | PP  | Borová Lada                 | 115,42       | Kategorie „Borová Lada (natural monument)“ na Wikimedia Commons | Údolní rašeliniště porostlé klečovými porosty | 49°0′7″ s. š., 13°39′29″ v. d.   |
| 935  |                                              | PP  | Jelení vrch                 | 6,88         |                                                                 | Smíšený porost, hnízdiště čápa černého | 48°50′2″ s. š., 13°51′10″ v. d.  |
| 929  |                                              | PP  | Jezerní luh                 | 30,36        |                                                                 | Tři menší rašeliniště obklopené podmáčenými smrčinami | 48°47′22″ s. š., 13°52′30″ v. d. |
| 145  | Jezerní slať                                 | PP  | Jezerní slať                | 103,54       | Kategorie „Jezerní slať“ na Wikimedia Commons                   | Rozlehlé vrchoviště s borovicí blatkou a výskytem břízy zakrslé                                                                                              | 49°2′23″ s. š., 13°34′30″ v. d.  |
| 927  |                                              | PP  | Kotlina Valné               | 79,46        |                                                                 | Tři menší rašeliniště s typickou vegetací | 48°53′59″ s. š., 13°39′19″ v. d. |
| 1237 |                                              | PP  | Kvilda – Pod políčky        | 32,60        | Kategorie „Kvilda-Pod políčky“ na Wikimedia Commons             | Bohatá lokalita hořce panonského | 49°1′35″ s. š., 13°34′58″ v. d.  |
| 931  | Les na lokalitě                              | PP  | Malá niva                   | 147,34       | Kategorie „Malá niva“ na Wikimedia Commons                      | Údolní rašeliniště s porosty blatky | 48°54′54″ s. š., 13°48′46″ v. d. |
| 5607 | Řeka Blanice v přírodní rezervaci Na soutoku | PR  | Na soutoku                  | 28,22        | Kategorie „Na soutoku (nature reserve)“ na Wikimedia Commons    | Přirozené a samovolné vývojové pochody v údolí Blanice, Křemenného a Milešického potoka. Zrušena k 1. 7. 2021 a celé území zahrnuto do nové PR Kaňon Blanice | 48°59′10″ s. š., 13°54′47″ v. d. |
| 1147 | Okraj kamenného moře na území PP Obří zámek  | PP  | Obří zámek                  | 52,32        | Kategorie „Obří hrad“ na Wikimedia Commons                      | Skalnaté vrcholy s kamenným mořem a přirozenými lesními porosty                                                                                              | 49°6′14″ s. š., 13°35′31″ v. d.  |
| 1602 |                                              | PP  | Olšinka                     | 32,27        |                                                                 | Vrchoviště a podmáčené smrčiny, tokaniště tetřeva | 49°1′51″ s. š., 13°36′9″ v. d.   |
| 936  | Pod Šindlovem                                | PP  | Pod Šindlovem               | 6,50         | Kategorie „Pod Šindlovem“ na Wikimedia Commons                  | Pastvina s porostem jalovce obecného | 49°1′23″ s. š., 13°39′50″ v. d.  |
| 1153 | Pramen Vltavy v zimě                         | PP  | Pramen Vltavy               | 7,78         | Kategorie „Pramen Vltavy“ na Wikimedia Commons                  | Pramen Vltavy na rašeliništi s porostem klečové blatky | 48°58′29″ s. š., 13°33′39″ v. d. |
| 926  | Popis obrazku                                | PP  | Spálený luh                 | 101,16       | Kategorie „Spálený luh“ na Wikimedia Commons                    | Horské rašeliniště s typickou zonací | 48°50′29″ s. š., 13°47′40″ v. d. |
| 928  |                                              | PP  | Splavské rašeliniště        | 77,69        |                                                                 | Údolní rašeliniště s typickou květenou | 48°53′45″ s. š., 13°43′58″ v. d. |
| 1150 |                                              | PP  | Stožec                      | 52,81        |                                                                 | Pralesovitý suťový les | 48°52′53″ s. š., 13°49′57″ v. d. |
| 1151 | Stožecká skála                               | PP  | Stožecká skála              | 13,46        | Kategorie „Stožecká skála“ na Wikimedia Commons                 | Žulová skaliska se suťovými proudy a svahovými porosty | 48°52′23″ s. š., 13°49′26″ v. d. |
| 1235 | Strážný – Pod Obecním lesem                  | PP  | Strážný – Pod Obecním lesem | 7,78         | Kategorie „Strážný-Pod Obecním lesem“ na Wikimedia Commons      | Lokalita šafránu bělokvětého | 48°54′30″ s. š., 13°41′34″ v. d. |
| 1146 |                                              | PP  | Tetřevská slať              | 18,94        |                                                                 | Horské vrchoviště | 49°1′27″ s. š., 13°32′10″ v. d.  |
| 450  | Plešné jezero                                | PP  | Trojmezná hora              | 386,58       | Kategorie „Trojmezná hora“ na Wikimedia Commons                 | Nejvyšší partie české Šumavy, horské smrčiny, bukové porosty, kamenná moře, ledovcové jezero                                                                 | 48°46′20″ s. š., 13°50′50″ v. d. |
| 1152 | Vltavský luh                                 | PP  | Vltavský luh                | 1 714        | Kategorie „Vltavský luh“ na Wikimedia Commons                   | Luh na horní Vltavě, komplex rašelin, mokřadů, tůní a mrtvých ramen s bohatou flórou a faunou                                                                | 48°49′20″ s. š., 13°56′39″ v. d. |
| 1613 |                                              | PP  | Vltavské stráně             | 8,16         |                                                                 | Skalnaté stráně nad Teplou Vltavou s hořcem pannonským aj.                                                                                                   | 49°0′43″ s. š., 13°35′7″ v. d.   |
| 930  |                                              | PP  | Žďárecká slať               | 34,64        |                                                                 | Typické vrchoviště šumavských plání | 48°56′29″ s. š., 13°38′25″ v. d. |